# バラバノヴォ
座標: 北緯55度11分 東経36度39分 / 北緯55.183度 東経36.650度

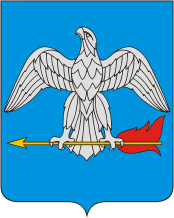
バラバノヴォ市の紋章

バラバノヴォ（ロシア語: Балабаново, Balabanovo）は、ロシアのカルーガ州にある町。人口は2万9029人（2021年）。州都カルーガから北東へ75km、モスクワ州との州境に近い。オカ川の左支流であるプロトヴァ川の左岸に位置している。
バラバノヴォの村は17世紀の記録に初出している。1899年にモスクワ=ブリャンスク=キエフ間の鉄道が開通し、駅周辺に家が集まるようになった。1935年には都市型集落に、1972年には市に昇格している。
バラバノヴォの主な企業は大手のマッチ工場に、フィンランド・スウェーデン系の大手包装材製造企業ストゥーラ・エンソ（Stora Enso）の工場である。交通はモスクワ・ブリャンスク間の幹線鉄道（モスクワからは96km）のほか、モスクワ=ブリャンスクを経てウクライナのキエフ方面につながっているM3幹線道路が通る。またバラバノヴォで、M3とモスクワ大環状道路A108号線が交差している。
数学者パフヌティ・チェビシェフ（1821年-1894年）は、バラバノヴォ近郊のオカトヴォ村で生まれ、幼少期を過ごしている。